# Peisandros von Laranda
Peisandros von Laranda (altgriechisch Πείσανδρος ὁ Λαρανδινός, Peísandros ho Larandinós) war ein antiker griechischer Dichter, der zur Zeit des römischen Kaisers Severus Alexander (222–235) aktiv war.
Er verfasste ein Epos in 60 Büchern, das Heroikai Theogamiai (Ἡρωικαὶ θεογαμίαι). Wie die Werke seines Vaters Nestor von Laranda hat dieses Epos offenbar die Dionysiaka des Nonnos von Panopolis beeinflusst. Peisanders Epos, von dem nur kleine Fragmente als Zitate anderer Autoren überliefert sind, kam einem „umfassenden Epos über die Weltgeschichte“ gleich. In den erhaltenen Fragmenten werden Io, Kadmos und die Argonauten erwähnt, aber das bedeutendste Fragment ist das Zeugnis des spätantiken Philosophen Macrobius, das besagt, dass Peisanders Geschichte der Welt mit der Hochzeit von Zeus und Hera begann.